# Szpital dziecięcy (serial telewizyjny)
Szpital dziecięcy – polski serial paradokumentalny o tematyce medycznej, emitowany w latach 2016-2018 na kanale Polsat Café. Jest to jedyny paradokument, którego premierowe odcinki wyświetlane były na Polsat Cafe (nie licząc najnowszej serii Zdrad, wcześniej emitowanej na Polsacie).

## Fabuła
Serial przedstawia losy pacjentów i pracowników szpitala dziecięcego, do którego trafiają zarówno małe dzieci jak i zbuntowani nastolatkowie. W każdy odcinek zazwyczaj przedstawia historie dwóch pacjentów. Leczenie dzieci jest przeplatane wątkami z życia prywatnego pracowników szpitala.

## Obsada

### Personel szpitala
| Aktor                | Rola                             | Okres występowania |
| -------------------- | -------------------------------- | ------------------ |
| Martin Budny         | dr Paweł Wiślicki                | 2016-2018          |
| Natasza Leśniak      | dr Olga Wieczorek                | 2016-2018          |
| Ewa Lorska           | pielęgniarka Zofia Czekałowska   | 2016-2018          |
| Sonia Jachymiak      | pielęgniarka Ewelina Leśniewska  | 2016-2018          |
| Monika Piwek         | dr Marta Cisek                   | 2016-2018          |
| Joanna Borer         | pielęgniarka Bogna Oliwiak       | 2016               |
| Halina Chmielarz     | ordynatorka, prof. Wanda Dybicka | 2016-2018          |
| Lena Kowalska        | pielęgniarka Kaja Nowak          | 2016-2017          |
| Milena Brzyska       | pielęgniarka                     | 2016               |
| Leszek Żukowski      | dr Tomasz Cisek                  | 2016-2018          |
| Agnieszka Kawiorska  | dr Anna Kochańska                | 2017-2018          |
| Artur Łodyga         | dr Wojciech Borowski             | 2017               |
| Natalia Szyguła      | prof. Ewa Żylicka                | 2017-2018          |
| Michał Tokaj         | prof. Mateusz Kochański          | 2018               |
| Paweł Popis          | policjant                        | 2016-2018          |
| Agnieszka Brzezińska | pielęgniarka/salowa              | 2016, 2018         |
| Marlena Burian       | pielęgniarka                     | 2016-2017          |
| Piotr Jankowski      | ratownik                         | 2016-2018          |
| Justyna Lewicka      | ratowniczka                      | 2016-2017          |
| Sebastian Jałowiecki | ratownik                         | 2017-2018          |
| Przemysław Puchała   | ratownik Robert Zabrzeski        | 2018               |

## Spis odcinków
| Data pierwszej emisji | Nr odcinka | Tytuł                 |
| --------------------- | ---------- | --------------------- |
|                       |            |                       |
| SERIA PIERWSZA        |            |                       |
|                       |            |                       |
| 7 września 2016       | 1          |                       |
| 13 września 2016      | 2          |                       |
| 20 września 2016      | 3          |                       |
| 27 września 2017      | 4          |                       |
| 4 października 2016   | 5          |                       |
| 11 października 2016  | 6          | Zła diagnoza          |
| 18 października 2016  | 7          | Bójka                 |
| 25 października 2016  | 8          | Pierwszy raz          |
| 1 listopada 2016      | 9          | Agresja               |
| 8 listopada 2016      | 10         | Diagnoza              |
|                       |            |                       |
| SERIA DRUGA           |            |                       |
|                       |            |                       |
| 20 grudnia 2016       | 11         | Niebezpieczne zabawy  |
| 27 grudnia 2016       | 12         | Pułapki               |
| 7 marca 2017          | 13         |                       |
| 14 marca 2017         | 14         | Na skróty             |
| 21 marca 2017         | 15         | Studniówka            |
| 28 marca 2017         | 16         | Postrzał              |
| 4 kwietnia 2017       | 17         | Rodzice               |
| 11 kwietnia 2017      | 18         | Romeo i Julia         |
| 18 kwietnia 2017      | 19         | Długi weekend         |
| 25 kwietnia 2017      | 20         | Adopcja               |
| 2 maja 2017           | 21         |                       |
| 9 maja 2017           | 22         | Wypadek               |
|                       |            |                       |
| SERIA TRZECIA         |            |                       |
|                       |            |                       |
| 5 września 2017       | 23         | Błąd w sztuce         |
| 12 września 2017      | 24         | Dyscyplina            |
| 19 września 2017      | 25         | Podwójny odlot        |
| 26 września 2017      | 26         | Dług wdzięczności     |
| 3 października 2017   | 27         | Celebrytka            |
| 10 października 2017  | 28         | Farciarz              |
| 17 października 2017  | 29         | Zazdrość              |
|                       |            |                       |
| SERIA CZWARTA         |            |                       |
|                       |            |                       |
| 2 stycznia 2018       | 30         | Zabójcza troskliwość  |
| 9 stycznia 2018       | 31         | Siostry               |
| 16 stycznia 2018      | 32         | Lekarz roku           |
| 6 marca 2018          | 33         | Sól i lód             |
| 13 marca 2018         | 34         | Rozpuszczony dzieciak |
| 20 marca 2018         | 35         | Bezcenna miłość       |
| 27 marca 2018         | 36         | Piłka nożna           |
| 3 kwietnia 2018       | 37         | Porwanie              |
| 10 kwietnia 2018      | 38         | Męski wzorzec         |
| 17 kwietnia 2018      | 39         | Córki Kochańskich     |
| 24 kwietnia 2018      | 40         | Strzał w serce        |
| 1 maja 2018           | 41         | Wolontariusze         |
| 8 maja 2018           | 42         | Dres                  |
| 15 maja 2018          | 43         | Prosta prawda         |
|                       |            |                       |
| SERIA PIĄTA           |            |                       |
|                       |            |                       |
| 11 września 2018      | 44         | Mała baletnica        |
| 18 września 2018      | 45         | Dzieci z lasu         |
| 25 września 2018      | 46         | Niewidzialne dzieci   |
| 2 października 2018   | 47         | Trucizna              |
| 9 października 2018   | 48         | Tatuaż na sercu       |
| 16 października 2018  | 49         | Spóźnione efekty      |
| 23 października 2018  | 50         | Trójkąt               |
| 30 października 2018  | 51         | Siostry               |
| 6 listopada 2018      | 52         |                       |

## Spis serii
| Seria | Sezon          | Odcinki    | Premiera serii   | Finał serii          | Pora emisji  | Stacja      |
| ----- | -------------- | ---------- | ---------------- | -------------------- | ------------ | ----------- |
| 1     | jesień 2016    | 1–10 (10)  | 7 września 2016  | 8 listopada 2016     | wtorek 21:00 | Polsat Café |
| 2     | zima 2016/2017 | 11–22 (12) | 20 grudnia 2016  | 9 maja 2017          | wtorek 21:00 | Polsat Café |
| 3     | jesień 2017    | 23–29 (7)  | 5 września 2017  | 17 października 2017 | wtorek 21:00 | Polsat Café |
| 4     | zima 2018      | 30–43 (14) | 2 stycznia 2018  | 15 maja 2018         | wtorek 21:00 | Polsat Café |
| 5     | jesień 2018    | 44–52 (9)  | 11 września 2018 | 6 listopada 2018     | wtorek 21:00 | Polsat Café |